# TVes
Televisora Venezolana Social (TVes) é uma emissora de televisão de serviço público, operado pela Fundación Televisora Venezolana Social, patrocinada, principalmente, pelo Governo da Venezuela. Foi ao ar pela primeira vez na segunda-feira 28 de maio de 2007 às 00:20 GMT-4 pelo  canal 2 (sinal aberto), pelo  canal 10 de Intercable e Supercable e pelo  canal 104 (DirecTV, satélite); os mesmos canais que havia usado a estação Radio Caracas Televisión (RCTV) neste  domingo 29 de julho, quando venceu a concessão de operar o canal e não ser renovada pelo  Governo. Sua sede está na  cidade de Caracas. Contará inicialmente com oito horas de programação, a atual se incrementará paulatinamente a 24 horas em um espaço de 6 meses.
A TVes não produz nenhum programa, difundindo programas de produtores nacionais independentes como dramáticos, documentários, entretenimento, entre outros. Todos de porte cultural.

## História
A história da TVes começa em dezembro de 2006, quando em um de seus discursos, Hugo Chávez Frías expressou que não se  renovaria a concessão da RCTV. Posteriormente, em outro discurso expressou que seria outra estação  que operaria o Canal 2. Outras vozes oficiais emitiram opiniões similares, inclusive se chegou a especular que RCTV venderia seus equipamentos de transmissão para o governo. A figura jurídica que se criou para operar o canal é uma fundação, cuja diretiva está presidida por Lil Rodríguez, vinculada ao meio de rádio.
A não renovação da concessão da RCTV foi rechaçada por muitos organismos internacionais, como a Comissão Interamericana de Direitos Humanos, a Sociedade Interamericana de Imprensa, entre outros[carece de fontes?]. A oposição de Hugo Chávez alega que seria um atentado a liberdade de expressão e ao pluralismo. Entretanto, os partidários do governo veem com bons olhos a criação de uma emissora que realmente estaria ao serviço de todos.

### Cronologia
A TVes foi ao ar às 0h49min (GMT-4) com o Hino nacional da Venezuela interpretado pela Orquesta Sinfónica Infantil sob regência de Gustavo Dudamel e posteriormente inicia sua transmissão com um vídeo introdutório do que será sua programação. Logo após a transmissão deste informativo, é exibido um ato de celebração do começo deste canal.
TVes está transmitindo programas culturais e esportivos, também estão passando filmes nacionais e internacionais. A TVes conta com sua equipe de reportagem, e seus microfones são vistos em entrevistas e lugares de Caracas. É sintonizada em toda a Venezuela, pelo canal 2. Em algumas cidades mais interioranas e em La Guaira, o sinal também é emitido pelos canais 46 e 52

## Programação
TVes tem seu horário em alguns periódicos nacionais, assim como em sua página da internet e está exibindo programas que está por estrear. Alguns programas que estreando são:
- TVes notícias.
- TVes al día
- Sábado de Corazón
- TVes al mañana
- Con el mazo dando (reprise de VTV)
- O outro lado do esporte.
- O natural.
- "Son-risas y carcajadas".(Cancelado)[1]
- Filmes variados (de origem nacional e internacional).
- "Comiquitas".
- Documentários.
- Produções independentes.
- Programas básicos (de esporte, entretenimento, entre outros).
- Outras produções.